# 盧森堡駐外機構列表

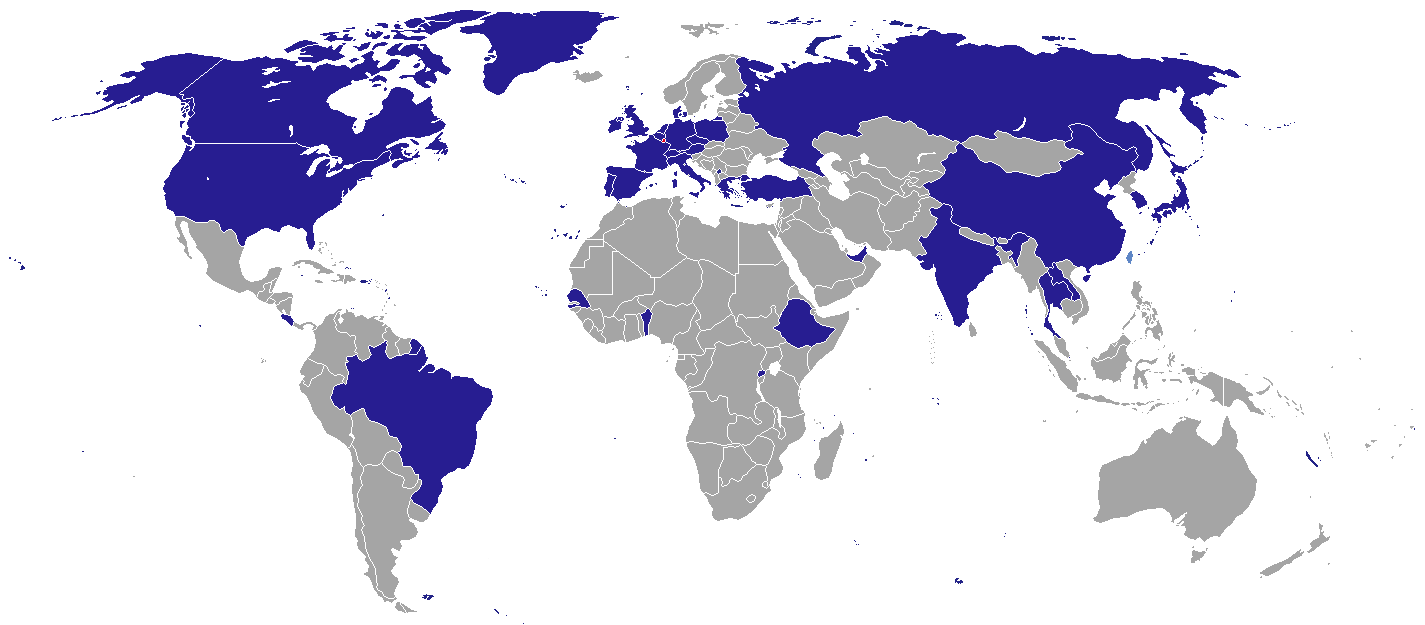
拥有卢森堡大使馆的国家

以下是卢森堡驻外机构列表，但不含名誉领事馆，在没有卢森堡使领馆的国家，比利时大使馆代表卢森堡的利益。另外，卢森堡公民也作為歐盟公民，亦有權獲得在該國存在的任何其他歐盟國家外交機構的領事保護。

## 非洲

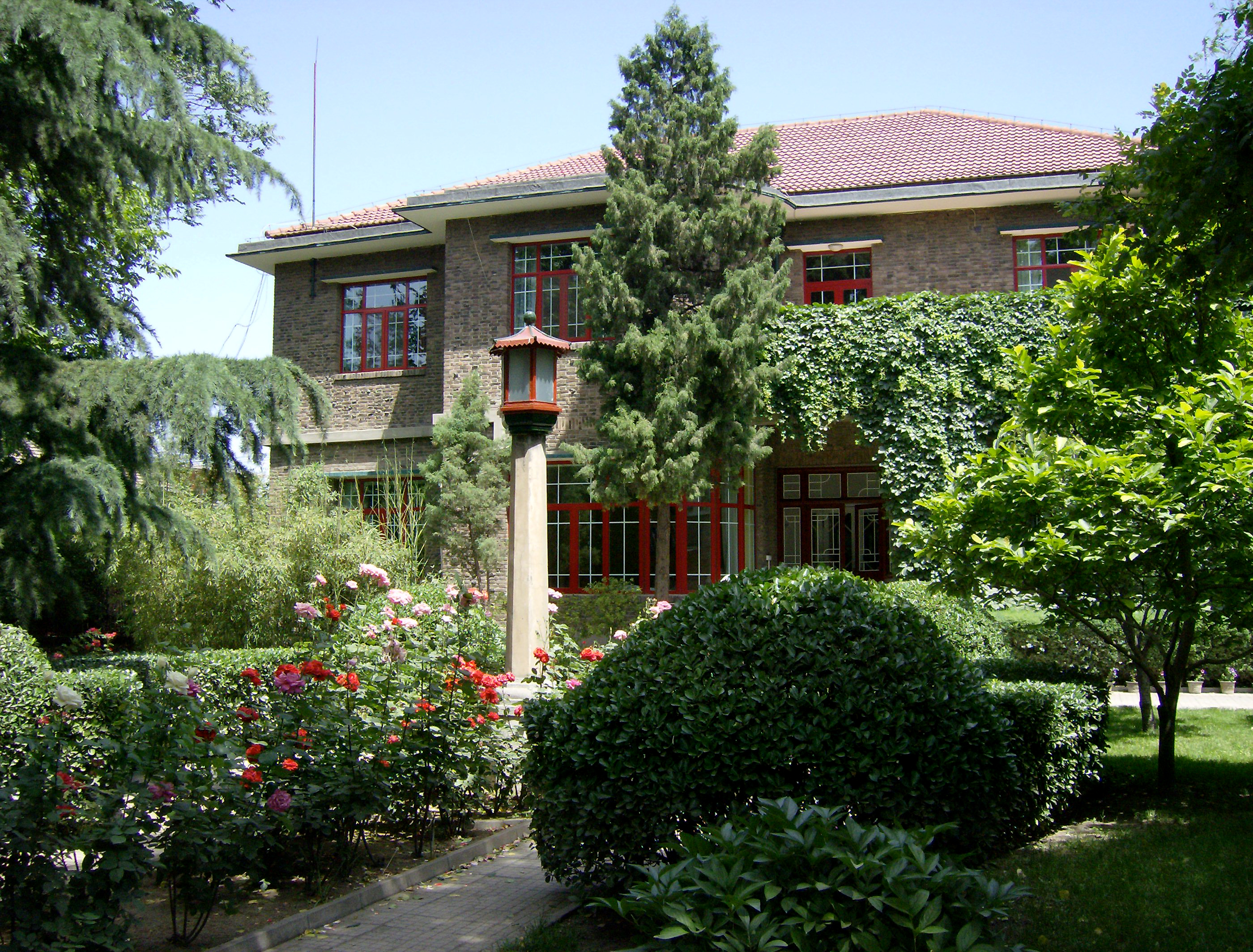
卢森堡驻华大使馆

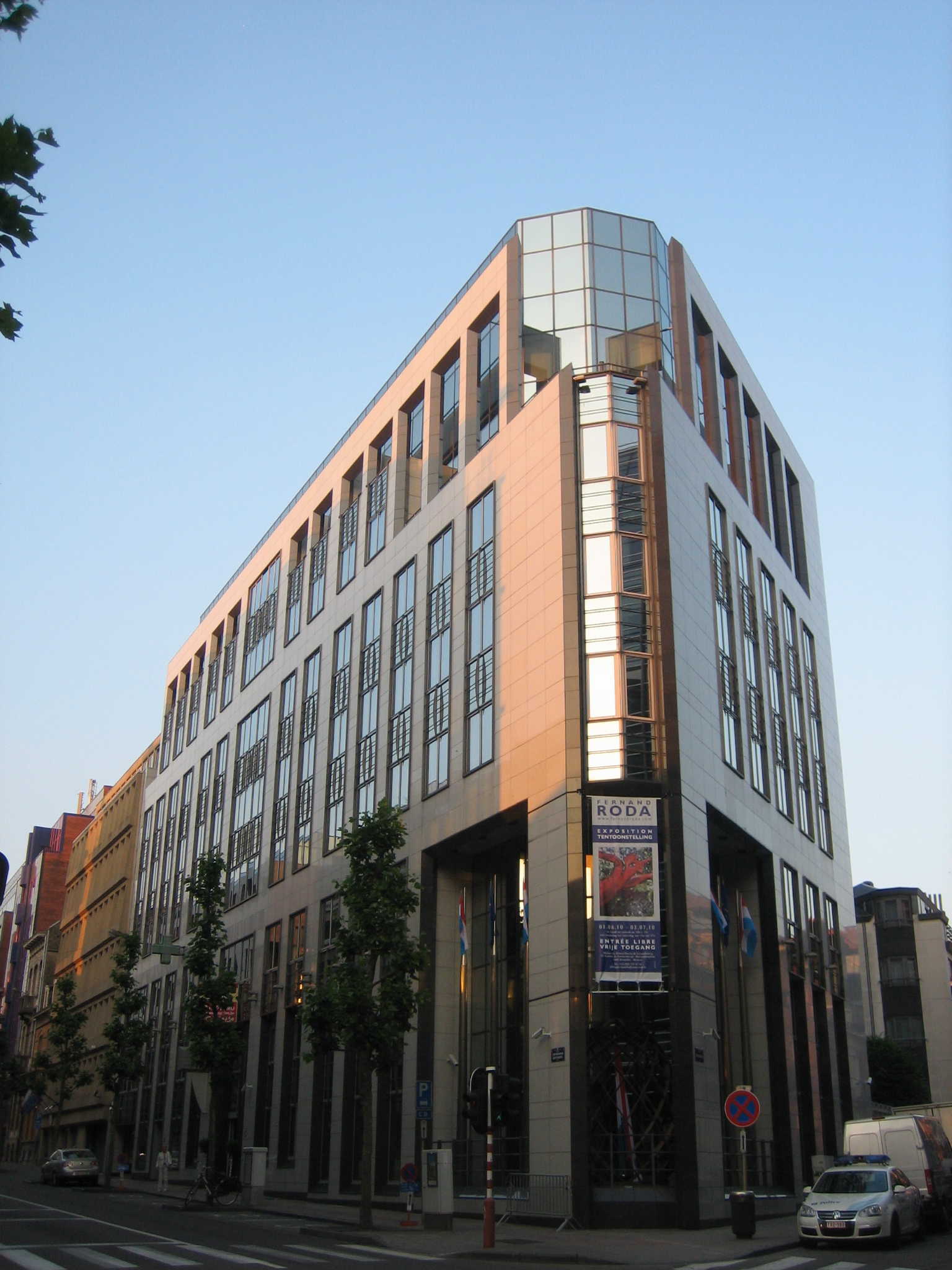
卢森堡驻比利时大使馆

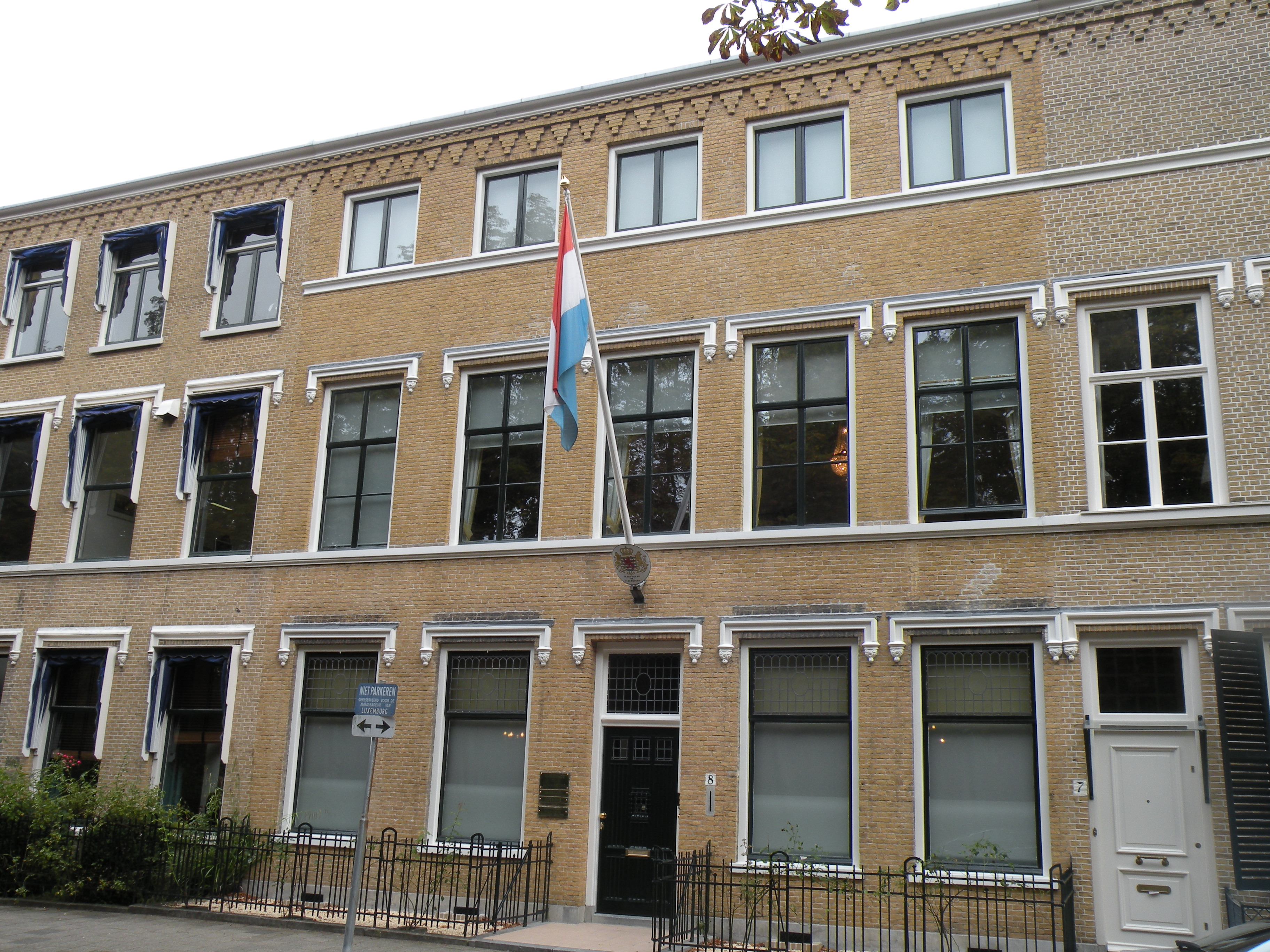
卢森堡驻荷兰大使馆

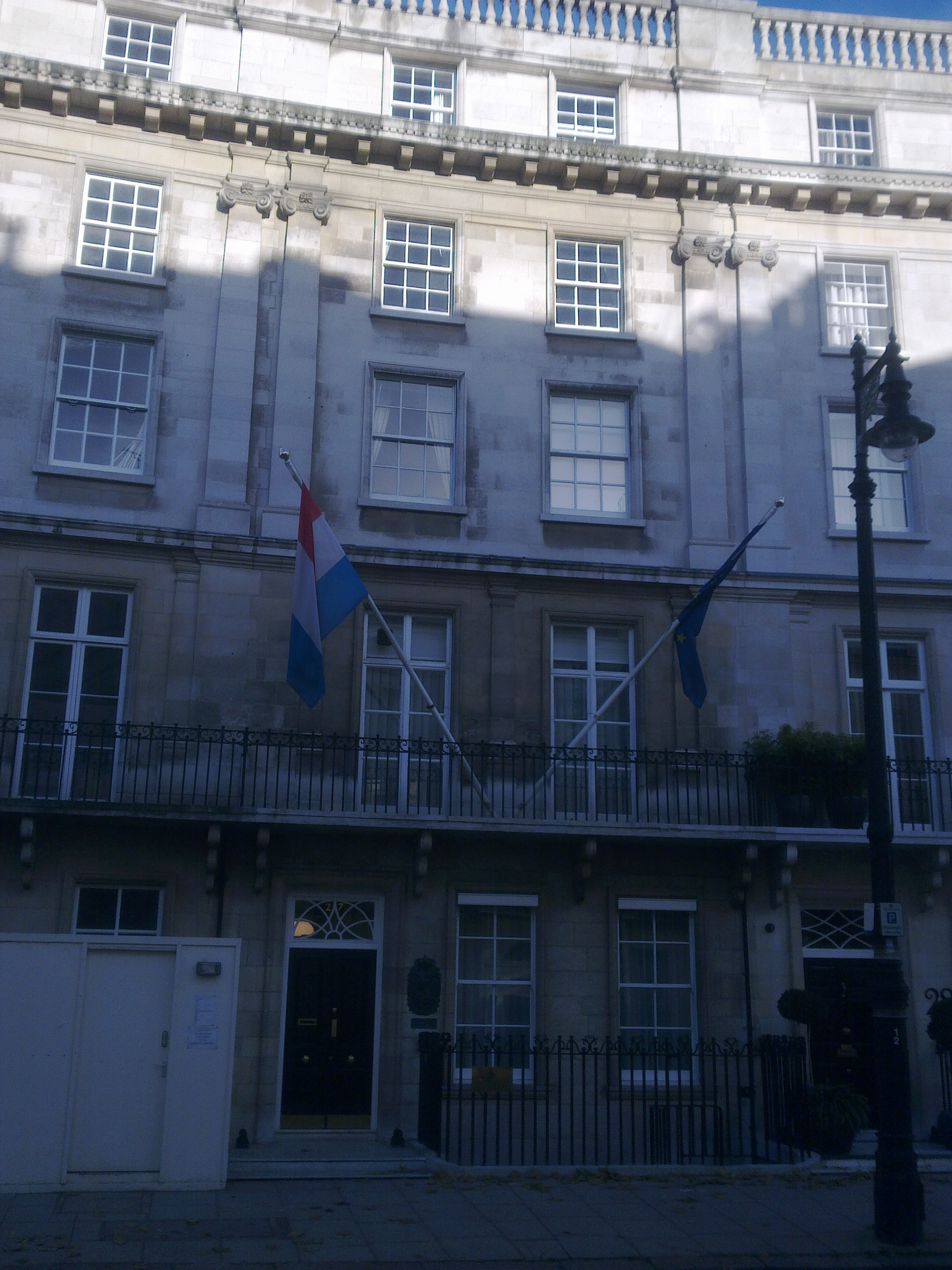
卢森堡驻英国大使馆

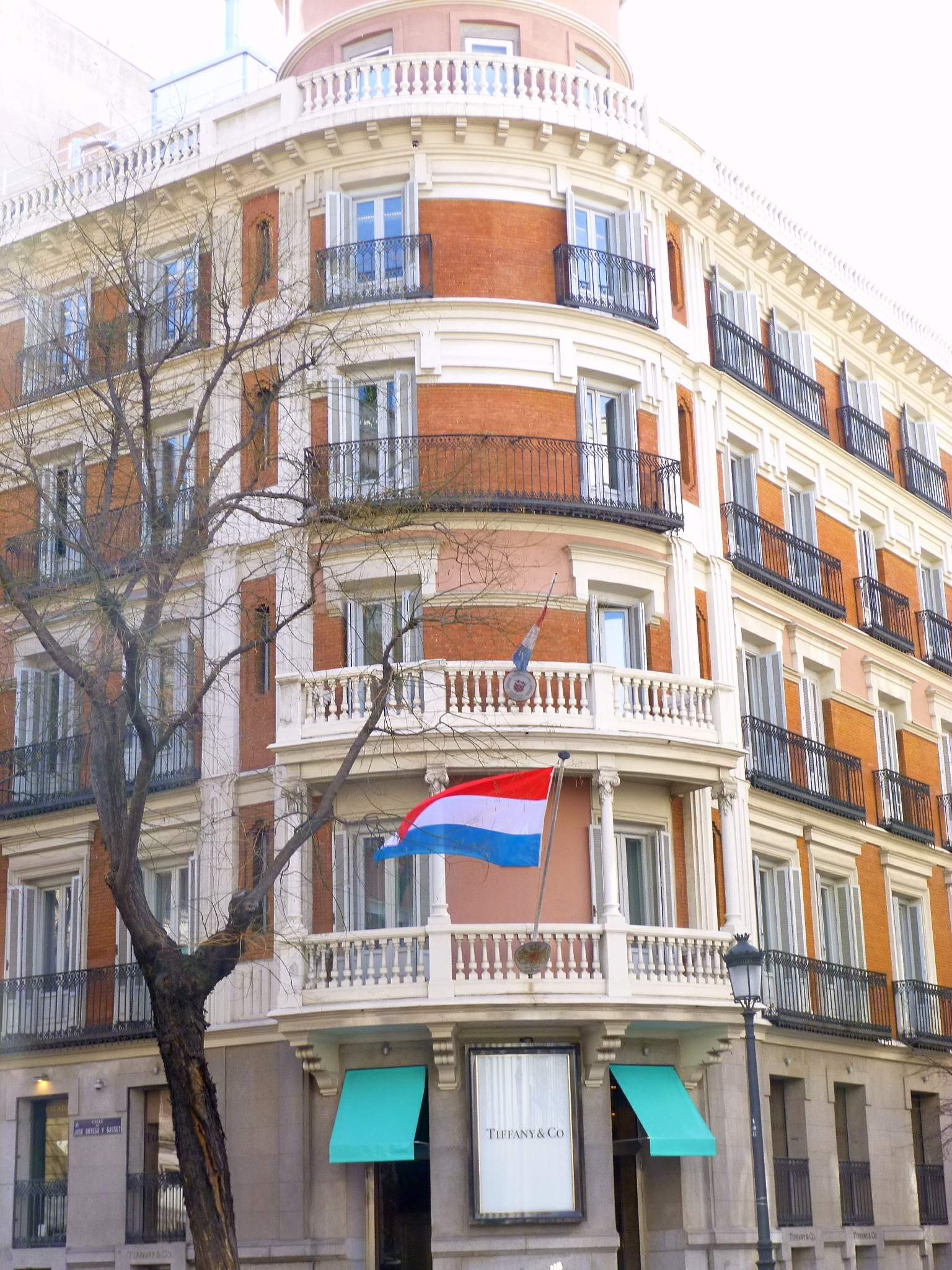
卢森堡驻西班牙大使馆

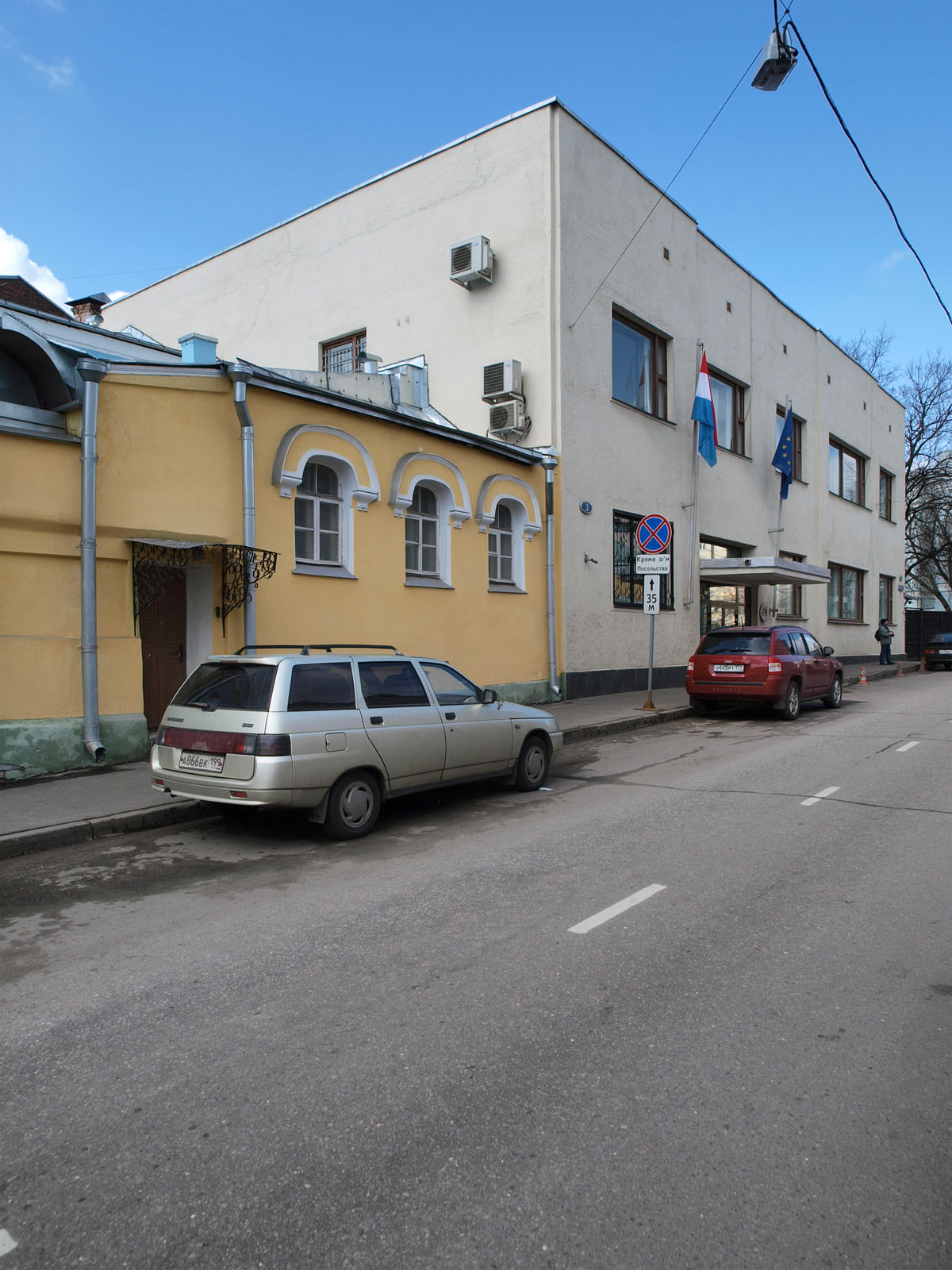
卢森堡驻俄罗斯大使馆

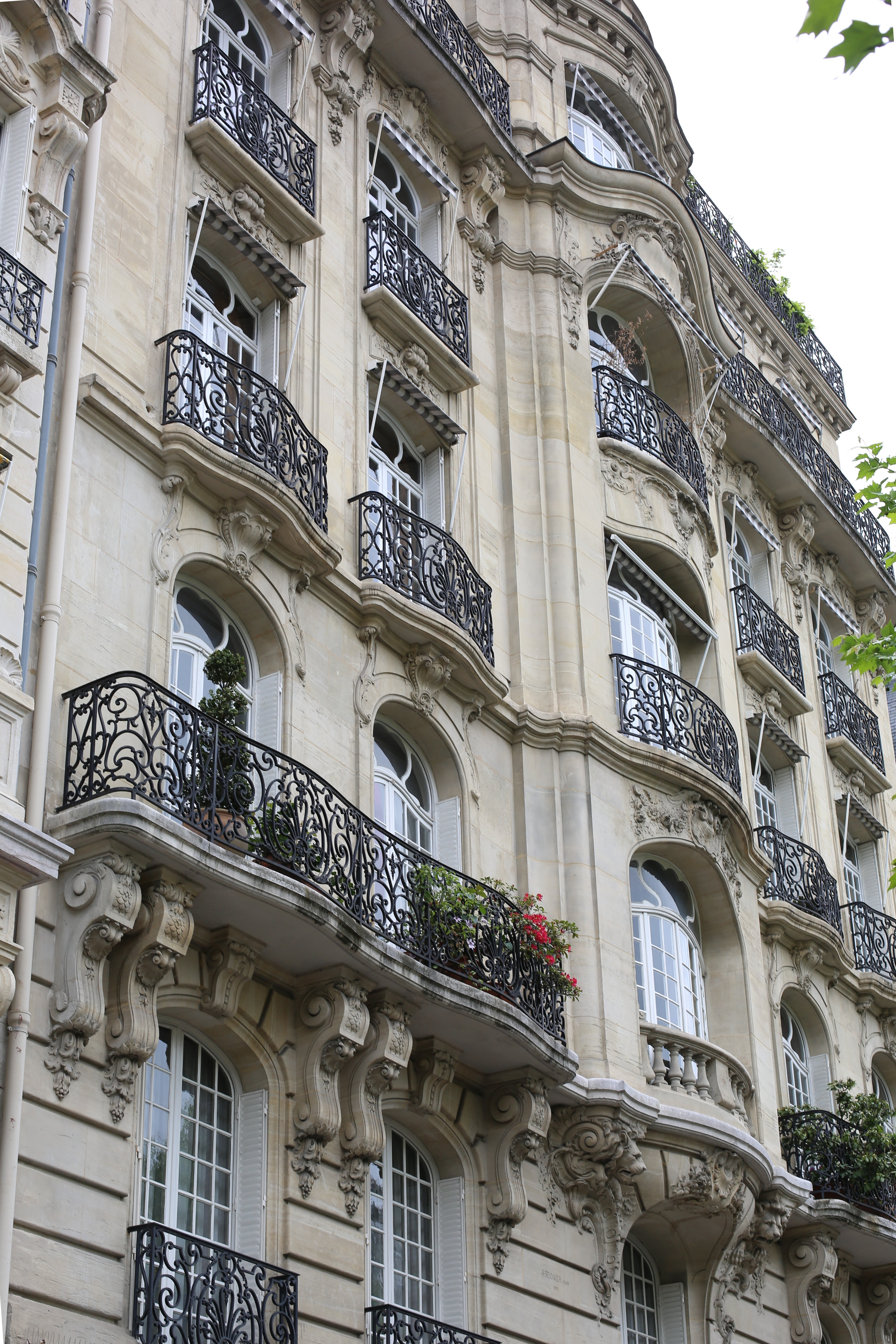
卢森堡驻法国大使馆

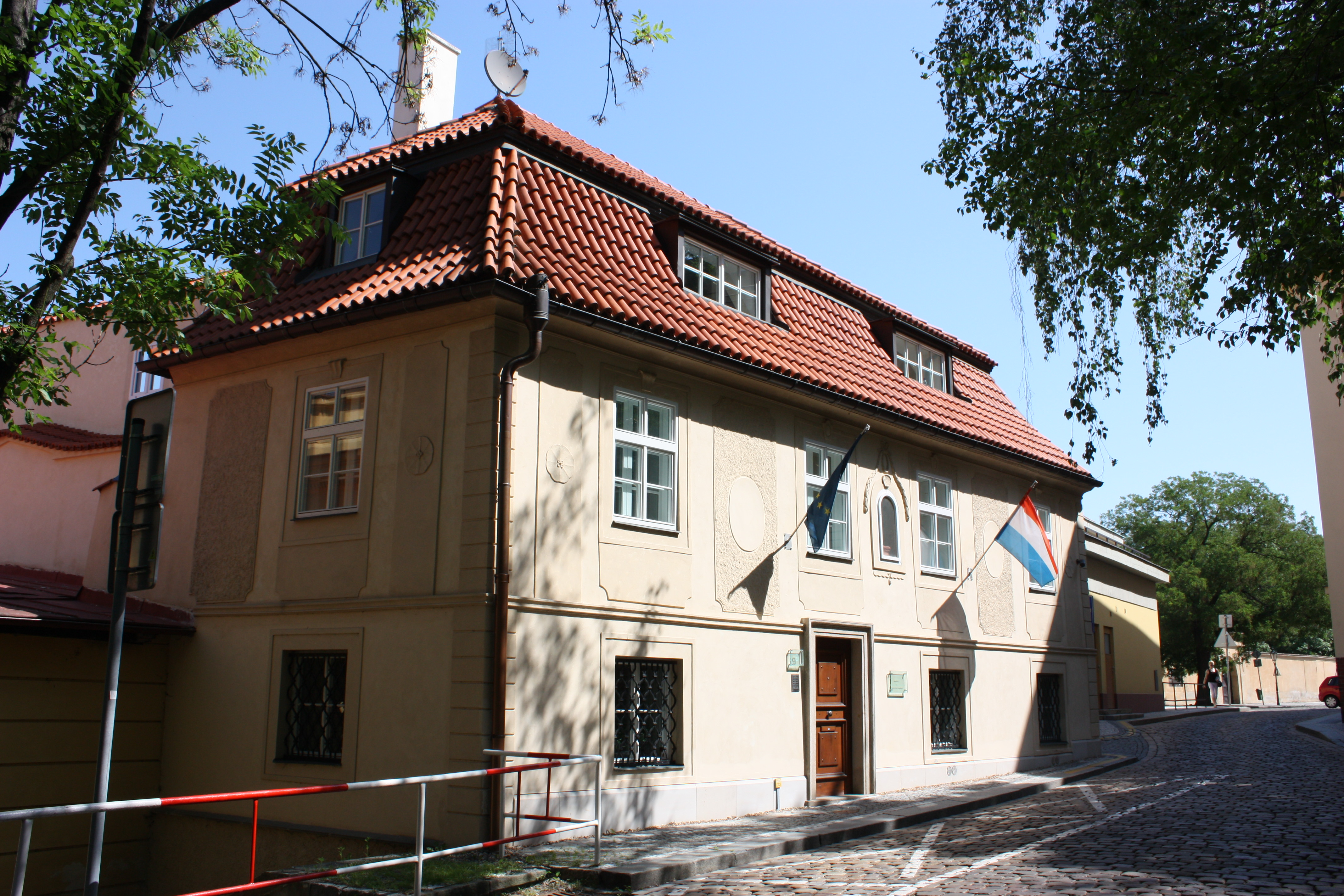
卢森堡驻捷克大使馆

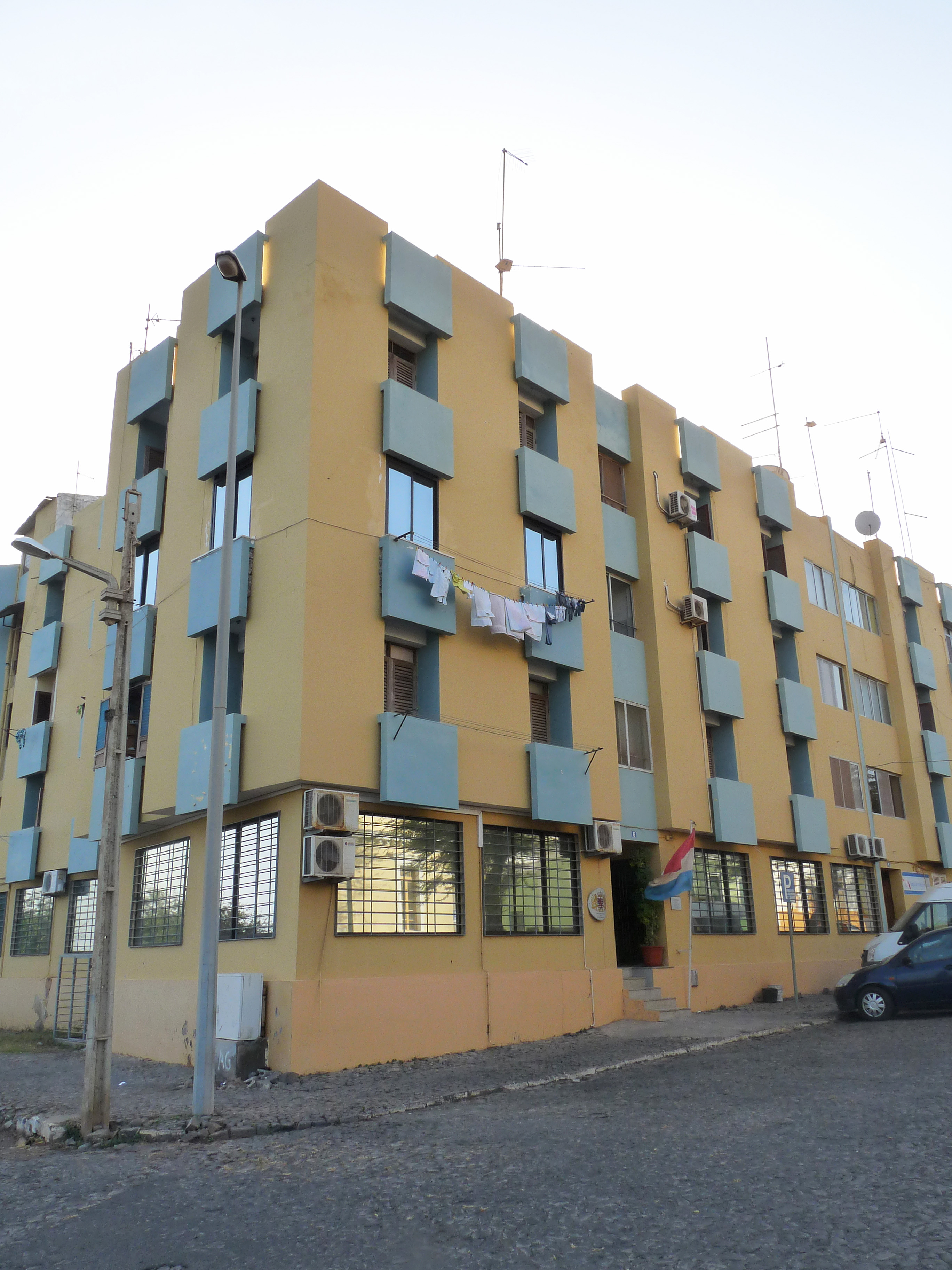
卢森堡驻佛得角大使馆

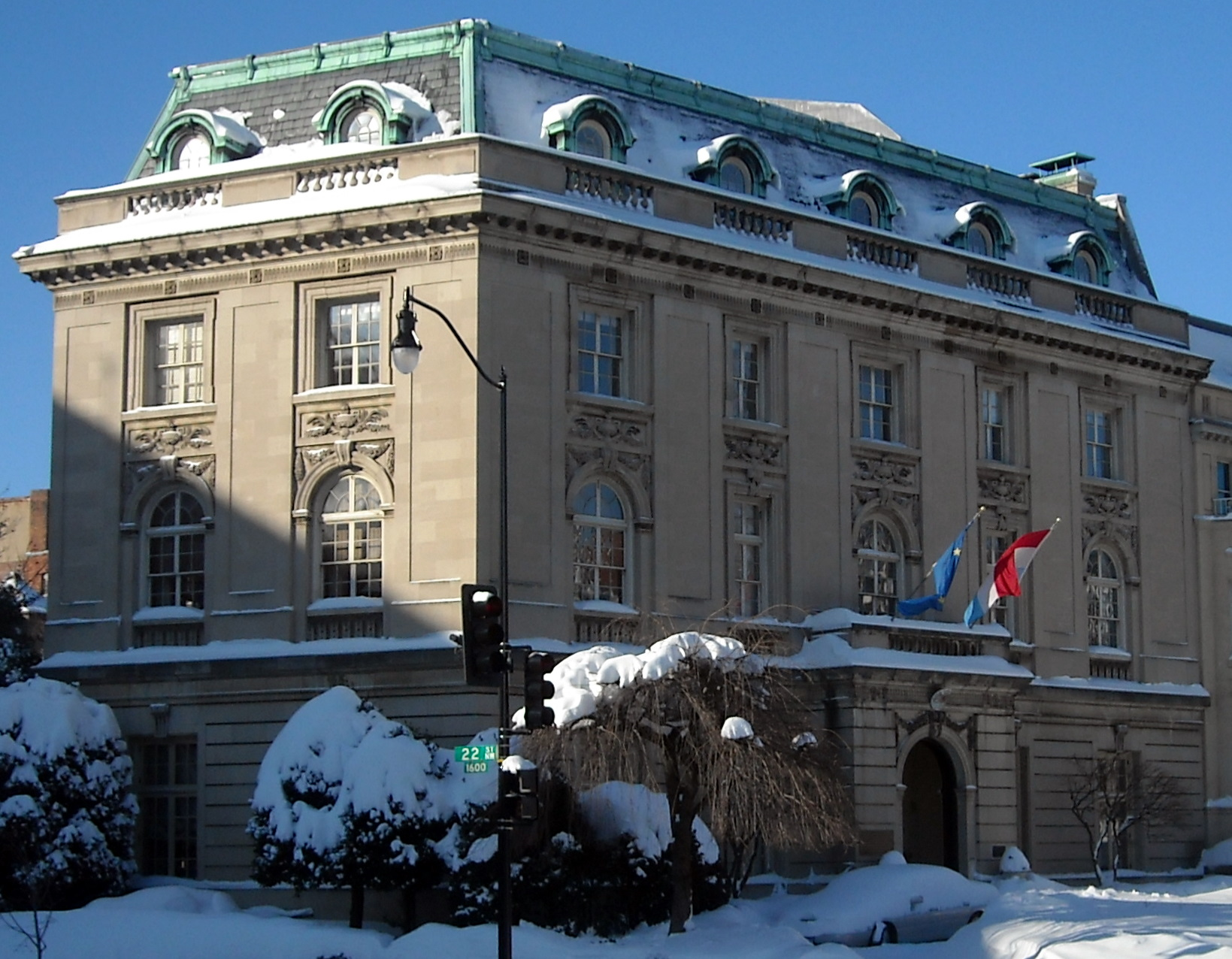
卢森堡驻美国大使馆

- - 科托努（大使馆）[1]
- 布吉納法索
  - 瓦加杜古（大使馆）[1]
- - 普拉亚（大使馆）[1]
- 衣索比亞
  - 亚的斯亚贝巴（大使馆）[1]
- - 巴马科（大使馆）[1]
- 尼日尔
  - 尼亚美（大使馆）[1]
- 卢旺达
  - 基加利（大使馆）[1]
- 塞内加尔
  - 达喀尔（大使馆）[1]

## 美洲
- 巴西
  - 巴西利亚（大使馆）[1]
- 加拿大
  - 渥太华（大使馆）[1]
- - 圣何塞（大使馆）[1]
- 美国
  - 华盛顿哥伦比亚特区（大使馆）[1]
  - 纽约 (总领事馆)
  - 旧金山 (总领事馆)

## 亚洲
- 中国
  - 北京（大使馆）[1]
  - 上海 (总领事馆)[2]
- 印度
  - 新德里（大使馆）[1]
- 日本
  - 东京（大使馆）[1]
- - 首爾（大使馆）[1]
- - 万象（大使馆）[1]
- 臺灣
  - 台北（盧森堡臺北辦事處）[3]
- 泰國
  - 曼谷（大使馆）[1]
- 土耳其
  - 安卡拉（大使馆）[1]
- 阿联酋
  - 阿布扎比 （大使馆）[1]

## 欧洲
- 奥地利
  - 维也纳（大使馆）[1]
- 比利时
  - 布鲁塞尔（大使馆）[1]
- 捷克
  - 布拉格（大使馆）[1]
- 丹麦
  - 哥本哈根（大使馆）[1]
- 法國
  - 巴黎（大使馆）[1]
  - 斯特拉斯堡 (总领事馆)
- 德国
  - 柏林（大使馆）[1]
- 希腊
  - 雅典（大使馆）[1]
- 聖座
  - 罗马（大使馆）[1][note 1]
- 爱尔兰
  - 都柏林（大使馆）[1]
- 義大利
  - 罗马（大使馆）[1]
- 科索沃
  - 普里什蒂纳（大使馆）[1]
- 荷蘭
  - 海牙 （大使馆）[1]
- 波蘭
  - 华沙 （大使馆）[1]
- 葡萄牙
  - 里斯本 （大使馆）[1]
- 俄羅斯
  - 莫斯科 （大使馆）[1]
- 西班牙
  - 马德里 （大使馆）[1]
- 瑞士
  - 伯尔尼 （大使馆）[1]
- 英国
  - 伦敦 （大使馆）[1]

## 国际组织
- 亚的斯亚贝巴 (驻非盟代表团)
- 布鲁塞尔 (驻欧盟和北约代表团)
- 日内瓦 (驻联合国及其他国际机构代表团)
- 纽约 (联合国代表团)
- 巴黎 (驻经济合作暨发展组织和联合国教科文组织代表团)
- 罗马 (驻联合国粮农组织代表团)
- 斯特拉斯堡 (驻欧洲议会和欧洲委员会代表团)
- 维也纳 (驻欧洲安全与合作组织)

## 相关参见
- 卢森堡外交部
- 卢森堡外交